# Уэстлейк, Дональд
Дональд Эдвин Уэстлейк (англ. Donald Edwin Westlake; 12 июля 1933[…], Бруклин, Нью-Йорк — 31 декабря 2008[…], Мексика) — американский писатель и киносценарист, работавший в жанрах детектива, фантастики и юмористической прозы.

## Биография
Родился в Нью-Йорке в районе Бруклин в ирландской семье. В шесть лет поступил в начальную католическую школу в Олбани. Дональд в 1950-м поступает в колледж Чемплейн (Champlain College) в Плэттсбурге, штат Нью-Йорк. Не доучившись, он идет в армию, где проходит службу в 1954-56 гг. в частях ВВС США в Западной Европе. После демобилизации заканчивает колледж Харпура (Harpur College) в Бингхэмптоне (ныне Университет штата Нью-Йорк) и получает диплом филолога.
Произведения выпускал преимущественно под псевдонимами. Использовал такие псевдонимы, как John B. Allan, Judson Jack Carmichael, Curt Clark, Timothy J. Culver, J. Morgan Cunningham, Richard Stark, Edwin West и другие.
Возглавлял Ассоциацию детективных писателей США в 1996 году.
Скончался от сердечного приступа 31 декабря 2008 года в канун Нового года на отдыхе в Мексике.

## Романы о персонаже Паркере и/или Грофилде
под псевдонимом Ричард Старк / Richard Stark
| Год  | Роман                         | Издания на русском                                                                        | Персонажи       | Экранизации                                                 |
| ---- | ----------------------------- | ----------------------------------------------------------------------------------------- | --------------- | ----------------------------------------------------------- |
| 1962 | The Hunter                    | Охотник; Преследователь; Неуловимый; Расплата                                             | Паркер          | В упор / Point Blank (1967) Расплата / Payback (1999, 2006) |
| 1963 | The Man With the Getaway Face | Человек, изменивший лицо                                                                  | Паркер          |                                                             |
| 1963 | The Outfit                    | Синдикат; Мафия; Кто заплатит по счетам?                                                  | Паркер          | Команда / The Outfit (1973)                                 |
| 1963 | The Mourner                   | Плакальщик; Западня                                                                       | Паркер          |                                                             |
| 1964 | The Score                     | Ограбление                                                                                | Паркер, Грофилд | Ограбление / Mise à Sac (Pillaged) (1967)                   |
| 1965 | The Jugger                    | В зловещей тиши Сагамора; Ничего в сейфе; Взломщик; Медвежатник                           | Паркер          | Сделано в США / Made in U.S.A. (1966)                       |
| 1966 | The Seventh                   | Паркер и дилетант; Седьмая доля; Седьмая часть                                            | Паркер          | Делёж / The Split (1968)                                    |
| 1966 | The Handle                    | Авантюра                                                                                  | Паркер, Грофилд |                                                             |
| 1967 | The Damsel                    | Дамочка что надо                                                                          | Грофилд         |                                                             |
| 1967 | The Rare Coin Score           | Афера с редкими монетами                                                                  | Паркер          |                                                             |
| 1967 | The Green Eagle Score         | Ограбление «Зелёного орла»                                                                | Паркер          |                                                             |
| 1968 | The Dame                      | Жертвенный лицедей                                                                        | Грофилд         |                                                             |
| 1968 | The Black Ice Score           | Похищение чёрного льда                                                                    | Паркер          |                                                             |
| 1969 | The Sour Lemon Score          | Похищение кислого лимона; Двойная игра                                                    | Паркер          |                                                             |
| 1969 | The Blackbird                 | Дрозд; Белая ворона                                                                       | Грофилд         |                                                             |
| 1971 | Deadly Edge                   | Роковой рубеж; Смертельное преимущество                                                   | Паркер          |                                                             |
| 1971 | Slayground                    | Сражение; Бойня в «Луна-парке»; Тайник в «Луна-парке»                                     | Паркер          | Отмщение / Slayground (1983)                                |
| 1971 | Lemons Never Lie              | Лимоны никогда не лгут; Кровавый след                                                     | Грофилд         |                                                             |
| 1972 | Plunder Squad                 | Грабители                                                                                 | Паркер          |                                                             |
| 1974 | Butcher's Moon                | Луна мясника; Луна-убийца; Резня в новолуние; Похищенный фрик; Смерть крадётся втихомолку | Паркер, Грофилд |                                                             |
| 1997 | Comeback                      | не издавался                                                                              | Паркер          |                                                             |
| 1998 | Backflash                     | не издавался                                                                              | Паркер          |                                                             |
| 2000 | Flashfire                     | Огненная вспышка                                                                          | Паркер          | Паркер / Parker (2013)                                      |
| 2001 | Firebreak                     | не издавался                                                                              | Паркер          |                                                             |
| 2002 | Breakout                      | не издавался                                                                              | Паркер          |                                                             |
| 2004 | Nobody Runs Forever           | не издавался                                                                              | Паркер          |                                                             |
| 2006 | Ask the Parrot                | не издавался                                                                              | Паркер          |                                                             |
| 2008 | Dirty Money                   | не издавался                                                                              | Паркер          |                                                             |

## Романы и рассказы оДжоне Арчибальде Дортмундере
- Проклятый изумруд / The Hot Rock (известен так же как "Горячий камушек"), 1970.
- Ограбление банка / Bank Shot (известен так же как "Банк, который булькнул"), 1972.
- Малыш Джимми / Jimmy the Kid, 1974.
- Все мы люди / Nobody's Perfect, 1977.
- Почему я / Why Me?, 1983
- Хорошее поведение / Good Behavior, 1985.
- Утонувшие надежды / Drowned Hopes, 1990.
- Не спрашивай / Don't Ask, 1993
- Куда уж хуже / What's the Worst That Could Happen?, 1996.
- Плохие новости / Bad News  [= Bad News: A Dortmunder Novel], 2001
- Дорога к гибели / The Road to Ruin, 2004.
- Держи ухо востро! / Watch Your Back!, 2005.
- Что смешного? / What’s So Funny?, 2007.
- Get Real, 2009, на русском не издавалось.

## Экранизации
- Сделано в США / Made in U.S.A. (1966) — на основе романа «В зловещей тиши Сагамора» («Медвежатник»).
- В упор / Point Blank (1967) — на основе романа «Охотник».
- Ограбление / Mise à Sac (Pillaged) (1967) — на основе романа «Ограбление».
- Делёж / The Split (1968) — на основе романа «Паркер и дилетант» («Седьмая доля»).
- Краденый камень / The Hot Rock (1972) — на основе романа «Проклятый изумруд».
- Полицейские и разбойники / Cops and Robbers  (1973) — на основе романа «Полицейские и воры»
- Команда / The Outfit (1973) — на основе романа «Синдикат».
- Верный шанс / Bank Shot (1974) — на основе романа «Банк, который булькнул».
- Малыш Джимми / Jimmy the Kid (1982) — на основе романа «Малыш Джимми».
- Отмщение / Slayground (1983) — на основе романа «Сражение».
- Близнец / Le Jumeau (1984) и Двое — это слишком / Two Much (1995) — на основе романа «Two Much!».
- Почему я? / Why Me? (1990) — на основе романа «Почему я?».
- Малыш Джимми / Jimmy the Kid (1999) — на основе романа «Малыш Джимми».
- Расплата / Payback (1999, 2006) — на основе романа «Охотник».
- Что могло быть хуже? / What’s the Worst That Could Happen? (2001) — на основе романа «What’s the Worst That Could Happen?».
- Гильотина (2005) — на основе романа «The Ax».
- Паркер / Parker (2013) — на основе романа «Огненная вспышка». В титрах фильма указано, что он посвящён памяти Дональда Уэстлейка. Единственная экранизация романа о Паркере, в которой героя зовут так же.